# Under the Pink
Under the Pink è il secondo album della cantautrice rock statunitense Tori Amos, pubblicato il 31 gennaio 1994 dalle etichette Atlantic e EastWest.
È considerato il disco della consacrazione dell'artista, dove l'espressività della cantante raggiunge i massimi livelli con brani diversi tra loro come Cloud in My Tongue, God, Cornflake Girl, e il brano finale Yes, Anastasia dedicato alla figlia dello zar uccisa dai rivoluzionari russi nel 1917.
È stato prodotto da Eric Rosse e registrato presso una azienda agricola a Taos. Da questo album la cantautrice fa uso dei pianoforti Bösendorfer, con i quali ha inciso anche i successivi dischi. Nel brano Past the Mission canta Trent Reznor dei Nine Inch Nails, mentre in Bells for Her  suona con un pianoforte modificato.
L'album ha debuttato al numero 1 della classifica britannica degli album più venduti, ebbe la nomination al Grammy come miglior album alternativo.
Il singolo principale del disco è stato Cornflake Girl, uno dei brani più noti della cantautrice. Sono stati tratti anche i singoli God, Pretty Good Year e Past the Mission.

## Tracce
CD (EastWest 7567-82567-2 (Warner) / EAN 0075678256721)
Testi e musiche di Tori Amos.
1. Pretty Good Year – 3:25
2. God – 3:58
3. Bells for Her – 5:20
4. Past the Mission – 4:05
5. Baker Baker – 3:20
6. The Wrong Band – 3:03
7. The Waitress – 3:09
8. Cornflake Girl – 5:06
9. Icicle – 5:47
10. Cloud on My Tongue – 4:44
11. Space Dog – 5:10
12. Yes, Anastasia – 9:33

Durata totale: 56:40

## Classifiche
| Classifica    | Posizione |
| ------------- | --------- |
| Regno Unito   | 1         |
| Australia     | 5         |
| Austria       | 6         |
| Paesi Bassi   | 10        |
| Svizzera      | 11        |
| Stati Uniti   | 12        |
| Svezia        | 15        |
| Nuova Zelanda | 15        |